# آن كيرشنر
آن كيرشنر (بالإنجليزية: Ann Kirschner)‏ هي رائدة أعمال وكاتِبة أمريكية، ولدت في 1950.